# アグネスの泉
アグネスの泉（アグネスのいずみ、ドイツ語: Agnesbründl）は、オーストリアの首都ウィーン第19区・デープリングの森の中にある泉 。
民間信仰によれば、その水には病気を治癒する力があり、また水面を覗き込むと幸運をもたらす数字が映るという。

## 歴史

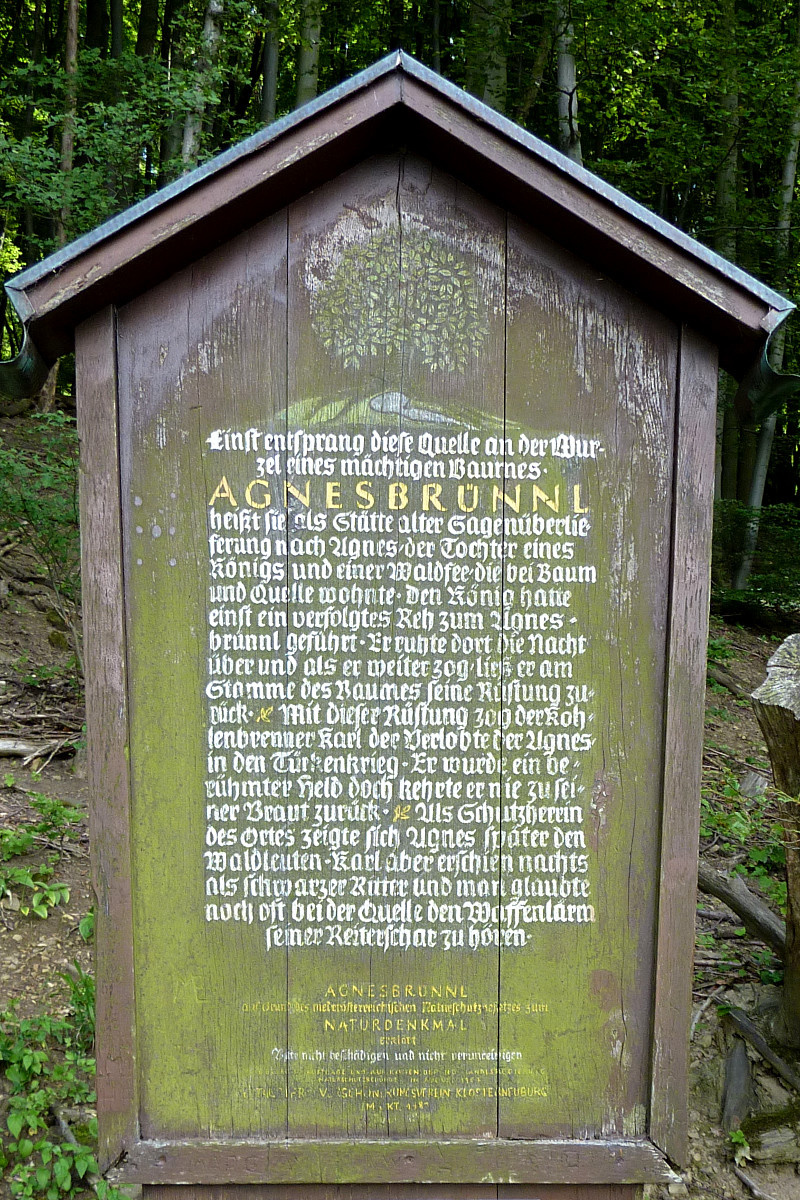
泉にまつわる伝説について書かれた案内板

18世紀の末頃、泉の傍にあったブナの大樹が、聖母マリアの姿像を思わせる形になったといわれる。これが奇跡とみられて聖母信仰と結びつき、「処女の泉」や「マリアの泉」と呼ばれるようになった。
1805年頃から水に治癒力があると謳われ始め、各地から巡礼者が来るようになった。クレメンス・マリア・ホフバウアーとツァハリアス・ヴェルナーは信仰の発露として称揚したものの、行政は警戒を強めた。
特定の日には2万人以上が訪れるほどだったため、1817年10月17日、ブナが根こそぎ撤去され、泉も埋められた。
民俗学者テオドール・フェルナレーケンの『神話と習俗』（1859年）には、狩りの最中に迷った「カール」という名のスウェーデン国王が、「アグネス」という名の妖精と出会ったという伝説が収録されている。この頃から「アグネスの泉」と呼ばれるようになった。
19世紀後半になると宝くじに関する伝説が発生し、泉の傍らで宝くじが売られるようになって人気を集めた。
聖アグネスの日である1月28日、洗礼者ヨハネが斬首された日である8月29日、そして夏季には、大勢が夢占いのために仮眠する光景がみられた。このため、1941年にウィーン市当局が「井戸浚い」の名目のもとに泉の形状を改変し、樹木に懸っていた多数の絵なども撤去し、代わりに碑を建てた。